# Diógenes Domínguez
Diógenes Domínguez (1902. – ?), paraguayi válogatott labdarúgó.
A paraguayi válogatott tagjaként részt vett az 1930-as világbajnokságon és az 1929-es Dél-amerikai bajnokságon.

## Külső hivatkozások
- Diógenes Domínguez a FIFA.com honlapján Archiválva 2015. február 4-i dátummal a Wayback Machine-ben